# Subkutis

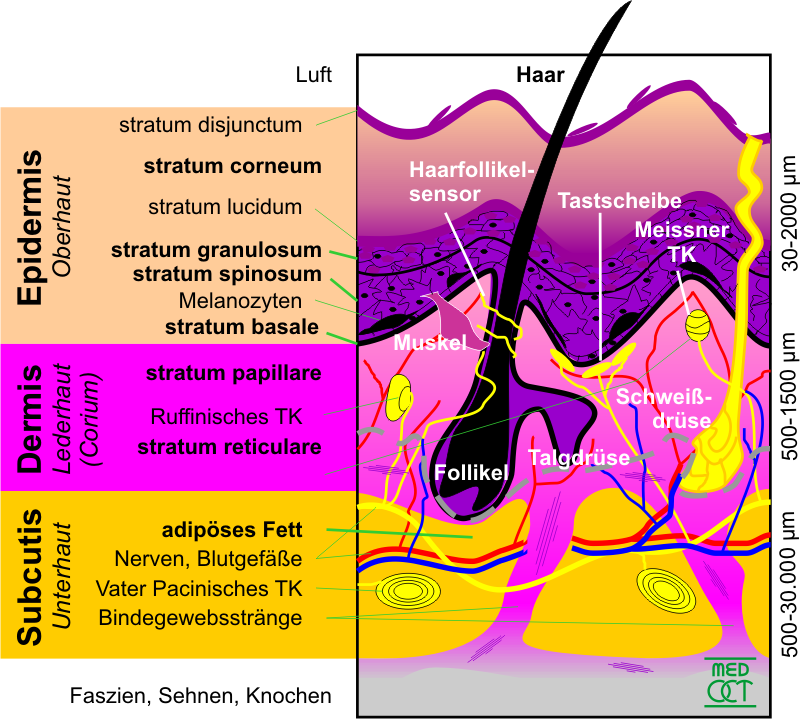
Schichten der Haut

Die Subkutis (lat. Subcutis, dt. Unterhaut; auch Subdermis, Hypoderm, Tela subcutanea oder Subkutangewebe) ist die untere Schicht der Haut. Es handelt sich meist um lockeres Bindegewebe, das über Scheidewände (Retinacula, Septen) die oberen Hautschichten (zusammen Kutis genannt) mit den darunterliegenden Strukturen (Knochenhaut und Faszien) verbindet. Zwischen den Bindegewebssepten liegt Fettgewebe. Die Subkutis hat in erster Linie als Verschiebeschicht zu gelten.
Die Subkutis wird von den die Haut versorgenden Blutgefäßen und Nerven durchzogen. Hautanhangsgebilde wie Haarwurzeln und Drüsen, die eigentlich Bestandteile der Dermis sind, können in die Subkutis hineinragen. Die Vater-Pacini-Körperchen (oder einfach Pacini-Körperchen) liegen hauptsächlich in der Subkutis der Handflächen und Fußsohlen. Glatte Muskelzellen finden sich im Bereich des Hodensacks, der großen Schamlippen und der Brustwarzen.

## Unterhautfettgewebe
Das Fettgewebe der Unterhaut dient als Wärmeisolator und Energiespeicher (Depotfett). Verteilung und Ausdehnung sind geschlechts- und ernährungsabhängig. Als Baufett im Bereich der Fußsohle hilft es, beim Gehen das Körpergewicht aufzufangen und den Druck gleichmäßig zu verteilen.
Die Fettschicht kann mehrere Zentimeter dick sein und wird fachsprachlich als Panniculus adiposus bezeichnet. In manchen Körperregionen kann die Fettmenge recht groß werden, was manche Menschen als „Problemzonen“ wahrnehmen können (Bauch, Gesäß, Hüften, Oberschenkel). Die Fettabsaugung gehört zu den weltweit am häufigsten durchgeführten Schönheitsoperationen.
Bei Männern wird Fett in größeren Mengen vor allem im Bauchbereich eingelagert, allerdings nicht als subkutanes, sondern hauptsächlich als viszerales Fett. Bei Frauen wird überwiegend Subkutanfett eingelagert, vor allem um Gesäß und Hüften. Die Masse und Form der Gesäßbacken wird beim Menschen vor allem von der Menge des subkutanen Fettes bestimmt. Ebenso wird die Größe der weiblichen Brust im Wesentlichen durch die Menge des subkutanen Fettgewebes und nicht durch die Größe des Brustdrüsenkörpers bestimmt.
Auf Schädigungen unterschiedlichster Art, so durch Enzyme, Entzündungen, thermische oder mechanische Verletzungen, reagiert die Subkutis mit einem Untergang der betroffenen Fettzellen, wodurch Fettsäuren freigesetzt werden, die für sich wieder einen Entzündungsreiz darstellen. Dies kann schließlich zu einer Lipogranulomatose und einer Sklerosierung führen, was sich klinisch als Pannikulitis äußert.

## Einzelbelege
1. ↑  T. H. Schiebler (Hrsg.): Anatomie. 9., vollst. überarbeitete Auflage. Springer, 2005, ISBN 3-540-21966-8.